# Tuja Zeitarbeit
Die Tuja Zeitarbeit GmbH war ein deutschlandweit tätiges Zeitarbeitsunternehmen mit Sitz in Düsseldorf. Am 1. Mai 2018 ist die Tuja Zeitarbeit GmbH im Wege der Verschmelzung auf die Adecco Personaldienstleistungen GmbH übergegangen.

## Unternehmensgeschichte
Tuja Zeitarbeit wurde 1992 von Peter Jackwerth in Ingolstadt gegründet. 1998 übernahm die AHL Service Inc. mit Sitz in Atlanta einen Teil der Anteile. Zu dem sich rasch vergrößernden Konglomerat gehörten zahlreiche weitere Personaldienstleister, die teilweise seit 1979 am Markt waren. Nach umfangreichen Verschmelzungen trat das Unternehmen ab 2001 deutschlandweit unter dem Namen Tuja auf. Zwei Jahre später war die Zentralisierung aller Verwaltungsaufgaben am Stammsitz Ingolstadt abgeschlossen. Im Jahr 2004 übernahm die Investment-Firma Odewald & Cie das Unternehmen, gleichzeitig expandierte man in die Schweiz und nach Österreich. Von 2006 bis Mitte 2007 war Barclays Private Equity Inhaber der Firma. 2007 wechselte der Eigentümer erneut: Der Adecco-Konzern kaufte die Tuja Zeitarbeit zusammen mit den Schwestermarken Boetronic Personalmanagement und Service Personaldienstleistungen für insgesamt 800 Millionen Euro. Die Aktivitäten im Ausland wurden daraufhin eingestellt. Gebündelt werden die Unternehmen unter der Tuja Holding. Im Jahr 2010 wurde der Verwaltungssitz Ingolstadt aufgelöst, die Aufgaben wurden nunmehr in Münster bzw. im Konzernverbund durch die Schwestergesellschaft DIS wahrgenommen.
Am 1. Mai 2018 wurde Tuja Zeitarbeit mit der Adecco Personaldienstleistungen zusammengeführt.

## Produkt / Dienstleistung
Angeboten wurden Zeitarbeit, Personalvermittlung und On-Site-Management.

## Das Unternehmen
Die Tuja Zeitarbeit beschäftigte 2010 durchschnittlich rund 15.000 Mitarbeiter in seinen ca. 120 Niederlassungen. Der Umsatz der Tuja-Gruppe betrug im Jahr 2010 398 Millionen Euro. Damit wäre die Gruppe zur damaligen Zeit für sich genommen das sechstgrößte Zeitarbeitsunternehmen in Deutschland gewesen.